# Mô men (toán học)
Trong toán học, mô men là một đại lượng mô tả hình dáng của một tập hợp điểm. Mô men có thể hiểu là một loạt các thuộc tính như trung bình (mean), variance, the skewness, v.v.. mô tả một sự phân phối. Mô men thứ nhất của một biến random X là trung bình (của tổng thể) của biến đó. Mô men thứ hai là variance.
Mô men thứ nth của một hàm liên tục số thực f(x) của một biến thực biến động xung quanh một giá trị c là:
{\displaystyle \mu '_{n}=\int _{-\infty }^{\infty }(x-c)^{n}\,f(x)\,dx.\,\!}